# Spoiler (letectví)

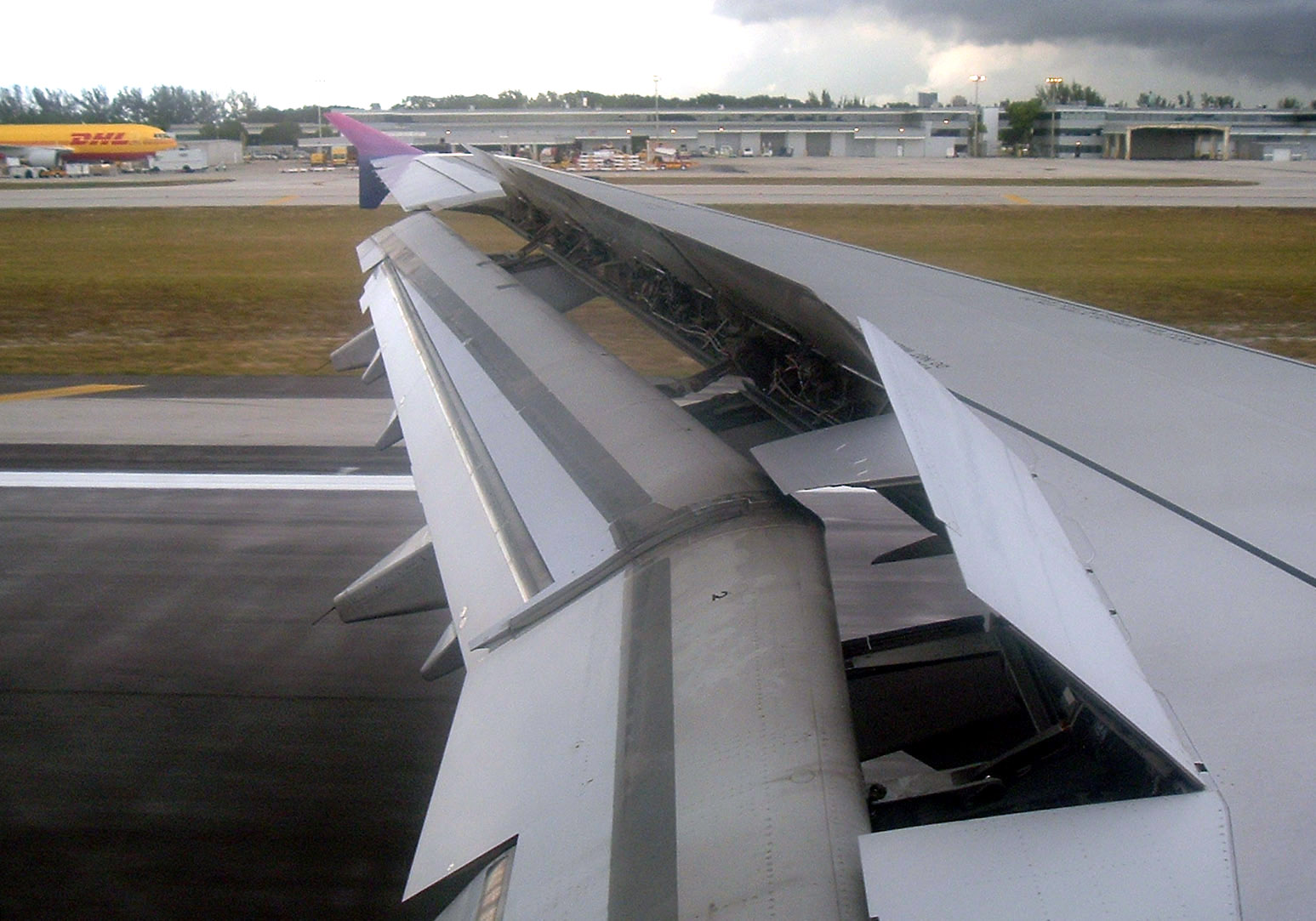
Zdvižené spoilery Airbusu A321 při přistání

Spoiler (anglicky to spoil, rušit, kazit) je v letectví výklopná deska na vrchní ploše křídel, která slouží ke snížení vztlaku. Při vyklopení se na části plochy křídla zruší obtékání a tím i odpovídající část vztlaku. Užívá se zejména při přistání, kdy díky sníženému vztlaku letadlo dosedne pevněji na přistávací dráhu a přitlačí podvozek k jejímu povrchu. Tím se zvýší adheze pneumatik a sníží nebezpečí smyku.
Podobnou funkci zastává i aerodynamická brzda, která se spoileru velmi podobá, je však navržena tak, aby zvyšovala čelní odpor letadla a tím snižovala jeho dopřednou rychlost. Ke snížení vztlaku při jejím vyklopení ovšem stejně dojde.
Jednoduše řečeno, spojlery pomáhají řídit dráhu sestupu a dopřednou rychlost. Kromě toho se spoilery vysouvají při otočení volantového řízení do strany na té polovině křídla, která má klesat a pomáhají tak příčnému řízení.